# Essaïd Abelouache
Essaïd Abelouache, nascido a 20 de julho de 1988, é um ciclista marroquino. Estreiou como profissional com a equipa Al Nasr-Dubai em 2016.

## Palmarés
2011 (como amador)
- 2º no Campeonato de Marrocos em Estrada

2013 (como amador)
- Les Challenges Marche Verte -G. P. Sakia El Hamra
- 2 etapas da Volta a Marrocos

2014 (como amador)
- Les Challenges Marche Verte -G. P. Sakia El Hamra
- 1 etapa do Tour da Argélia

2015 (como amador)
- Les challenges Marche Verte-G. P. Oued Eddahab
- Challenge du Prince-Trophée de l'Anniversaire
- 2º no Campeonato de Marrocos em Estrada

2016
- Tour de Sétif, mais 1 etapa
- 1 etapa do Tour de Annaba
- 1 etapa do Tour de Mersin

## Resultados em Grandes Voltas e Campeonatos do Mundo
Durante a sua carreira desportiva tem conseguido os seguintes postos nas Grandes Voltas e nos Campeonatos do Mundo em estrada:
| Carreira           | 2013 | 2014 | 2015 | 2016 | 2017 | 2018 |
| ------------------ | ---- | ---- | ---- | ---- | ---- | ---- |
| Giro d'Italia      | -    | -    | -    | -    | -    | -    |
| Tour de France     | -    | -    | -    | -    | -    | -    |
| Volta a Espanha    | -    | -    | -    | -    | -    | -    |
| Mundial em Estrada | Ab.  | Ab.  | -    | -    | -    | -    |

-: Não participa

Ab.: Abandono

## Equipas
- Al Nasr-Dubai (2016)
- Sharjah Team (2018)